# كارلوس ريكيلمي
كارلوس ريكيلمي (بالإسبانية: Carlos Riquelme )‏ (و. 1914 – 1990 م) هو ممثل تلفزي، وممثل أفلام، وممثل مسرحي، وممثل مكسيكي، ولد في مدينة مكسيكو، توفي في مدينة مكسيكو، عن عمر يناهز 76 عاماً.

## وصلات خارجية
- كارلوس ريكيلمي على موقع IMDb (الإنجليزية)
- كارلوس ريكيلمي على موقع ألو سيني (الفرنسية)
- كارلوس ريكيلمي على موقع أول موفي (الإنجليزية)
- كارلوس ريكيلمي على موقع قاعدة بيانات الأفلام السويدية (السويدية)
- كارلوس ريكيلمي على موقع قاعدة بيانات الفيلم (الإنجليزية)
- كارلوس ريكيلمي على موقع كينوبويسك (الروسية)